# Moina hutchinsoni
Moina hutchinsoni är en kräftdjursart som beskrevs av Brehm 1937. Moina hutchinsoni ingår i släktet Moina och familjen Moinidae. Inga underarter finns listade i Catalogue of Life.